# Cchao Č’
Cchao Č'  (192 – 27. prosince 232) byl princ říše Wei v období tří království v Číně a uznávaný básník. Jeho styl poezie, vysoce hodnocený během dynastie Ťin a jižní a severní dynastie, se stal známým jako styl ťien-an.
Cchao Č' byl synem Cchao Cchaa, válečníka a básníka, který položil základy říše Wei. Cchao Č' se pokusil převzít následnictví po otci místo svého staršího bratra Cchao Pchiho, avšak podlehl a bratr ho poslal do vyhnanství na venkov. Cchao Č' se pak už nikdy nesměl vměšovat do politiky, a to navzdory mnoha žádostem o udělení úřadu, které si podal. Z jeho poezie se dochoval jen zlomek, přičemž básně z období vyhnanství jsou pro svou citovou zralost ceněny více než básně z doby mládí.